# Aartswoud
Aartswoud (52° 45′ N, 4° 57′ L) é uma cidade dos Países Baixos, na província de Holanda do Norte. Aartswoud pertence ao município de Opmeer, e está situada a 12 km, a nordeste de Heerhugowaard.
A área de Aartswoud, que também inclui as partes periféricas da cidade, bem como a zona rural circundante, tem uma população aproximadamente de 490.